# Ginsbach (Jagst)
Der Ginsbach (auch Günsbach) ist ein knapp sieben Kilometer langer Bach im Gebiet der Kleinstadt Krautheim im Hohenlohekreis im nördlichen Baden-Württemberg, der nach nordwestlichem Lauf im Dorf Altkrautheim von links in die untere Jagst mündet.

## Name
Das Bestimmungswort leitet sich vom Genitiv des althochdeutschen Personennamens Gin(n)i ab.

## Geographie

### Verlauf
Der Ginsbach entspringt nordnordwestlich des Wendischenhofs, eines Weilers von Dörzbach, und fließt danach nordwestwärts durch die Krautheimer Ortsteile Oberginsbach, Unterginsbach und Altkrautheim. Schon ab der Quelle ist der Bach begradigt. Erst nach Oberginsbach läuft er in einem natürlichen Bett. Er führt durchwegs an Feldern und bebauten Gebieten vorbei.

### Einzugsgebiet
Das oberirdische Einzugsgebiet des Ginsbachs ist 19,2 km² groß. Es liegt, naturräumlich gesehen in den Kocher-Jagst-Ebenen, zuoberst mit einem nur kleinen Anteil im Unterraum Östliche Kocher-Jagst-Riedel, überwiegend im Unterraum Dörrenzimmerner Platte mit dem gesamten Bachlauf bis an die Ortsgrenze des Mündungsortes Altkrautheim und zuletzt mündungsnah mit wieder nur einem kleinen Anteil im Unterraum Unteres Jagsttal. Die größte Höhe an der südöstlichen Wasserscheide nahe bei Wendischenhof erreicht rund 430 m ü. NHN.
Das Einzugsgebiet erstreckt sich vom Wald Kohlplatte am Wendischenhof in Luftlinie etwas über 6 km weit nordwestlich bis zur Mündung in Altkrautheim; quer dazu ist es bis etwa 4 km breit. Reihum von der Mündung an grenzt die Wasserscheide
- im Norden, Nordosten und Osten an das unmittelbare Einzugsgebiet der aufnehmenden Jagst oberhalb der Ginsbach-Mündung, die hier von der Scheide her keine wesentlichen Zuflüsse erfährt; der größte Ginsbach-Zufluss Meßbach kommt dem Jagstlauf, von einem steilen Kamm getrennt, sogar bis auf weniger als 0,3 km nahe;
- im Südosten beim Wendischenhof gibt es ein kurzes Stück Wasserscheide gegen den nächsthöheren Jagstzufluss von einiger Bedeutung, den Forellenbach;
- jenseits der linken Wasserscheide von nahe dem Wendischenhof bis fast wieder hinunter zur Mündung nimmt der nächste Jagstzufluss von einiger Bedeutung Sindelbach den Abfluss zur anderen Seite auf.

Der in den Tälern des Einzugsgebiets angeschnittene Muschelkalk ist verkarstet. Über Markierungsversuche sind mehrere unterirdische Abflusswege vom Meßbach ins Jagsttal nachgewiesen.

### Zuflüsse und Seen
Hierarchische Liste der Zuflüsse und  Seen, jeweils von der Quelle zur Mündung. Gewässerlänge, Seefläche, Einzugsgebiet und Höhe nach den entsprechenden Layern auf der Onlinekarte der LUBW. Andere Quellen für die Angaben sind vermerkt.
Auswahl.
Ursprung des Ginsbachs auf etwa 597 m ü. NHN nordwestlich von Dörzbach-Wendischenhof. Der Bach fließt durchwegs etwa nordwestlich.
- Durchfließt auf etwa 413 m ü. NHN gleich nach dem Jugendzeltplatz von Oberginsbach das Hochwasserrückhaltebecken Oberginsbach, Dauereinstau 0,5 ha.
- Märzenbach, von links und Süden auf wenig unter 260 m ü. NHN in Unterginsbach, 1,6 km und 4,1 km². Entspringt auf etwa 298 m ü. NHN nach dem Talmuldengewann Stein.
  -  Durchfließt auf etwa 282 m ü. NHN das Hochwasserrückhaltebecken Unterginsbach 3, Dauereinstau 0,4 ha.
  - Lützelbach, von rechts und Südosten im Hochwasserrückhaltebecken Unterginsbach 3, 1,5 km und ca. 1,5 km².[LUBW 6] Entspringt auf etwa 354 m ü. NHN am Forstbühl. Begleitet längstenteils als unbeständig wasserführender Graben in natürlicher Mulde einen Wirtschaftsweg.
    - Häfnersgraben, von rechts und Osten auf etwa 302 m ü. NHN, ca. 0,4 km[LUBW 7] und unter 0,4 km².[LUBW 6] Entspringt auf etwa 345 m ü. NHN. Unbeständig.
    -  Passiert kurz vor dem Rückhaltebecken auf etwa 283 m ü. NHN einen See links am Ufer, 0,2 ha.

  -  Passiert auf etwa 272 m ü. NHN einen See links am Ufer, 0,4 ha.
- Urteilbrunnen, von links und Südwesten auf etwa 245 m ü. NHN nach Unterginsbach, 1,1 km und ca. 1,1 km².[LUBW 6] Entspringt auf wenig über 300 m ü. NHN in einer schon tiefen Mulde im Wald Kellerschlag.
- → (Abgang des Mühlkanals nach Altkrautheim), nach links kurz vor dem folgenden.
- Meßbach oder Messbach, von rechts und zuletzt Osten auf 240 m ü. NHN[LUBW 8] vor Altkrautheim, 6,7 km und 6,7 km². Entspringt auf etwa 383 m ü. NHN in der Pfanne nordnordwestlich von Dörzbach-Wendischenhof. Fließt anfangs nördlich bis nordwestlich und wendet sich erst unterhalb von Dörzbach-Meßbach auf westlichen Lauf.
  - ↓↓ 2 Bachschwinden rund 0,2 km und 0,6 km unterhalb des Ursprungs. Austritt im Jagsttal knapp 0,5 km südlich der Kapelle St. Wendel zum Stein (obere Schwinde: Entfernung 1,6 km, Fließzeit 13 h, Abstandsgeschwindigkeit 122 m/h).[4]
  - ↓ Bachschwinde rund 0,9 km unterhalb der Ortschaft Meßbach, als Geotop ausgewiesen.[5] Austritt an einer Quelle im Jagsttal unterhalb von Dörzbach (Entfernung ca. 0,8 km, Fließzeit ca. 8 h, Abstandsgeschwindigkeit ca. 100 m/h) und einer Quelle im Meßbachtal (Entfernung ca. 0,9 km, Fließzeit ca. 9 h, Abstandsgeschwindigkeit ca. 100 m/h).[4]
  - ↑ Quelle beim Gewann Untere Tellen, links am Bach. Über Markierungsversuche nachgewiesene Verbindung zur Bachschwinde unterhalb der Ortschaft Meßbach.[4]
- ← (Rücklauf des Mühlkanals nach Altkrautheim), von links auf etwa 230 m ü. NHN nahe der Kirche, 1,0 km.

Mündung des Ginsbachs von links und Südosten auf etwa 224,4 m ü. NHN in Altkrautheim in die untere Jagst. Der Ginsbach ist 6,8 km lang und hat ein 19,2 km² großes Einzugsgebiet.

## Verkehr
Die Landesstraße L 515 zwischen Ingelfingen-Stachenhausen und Krautheim begleitet den Ginsbach auf ganzer Länge. In Oberginsbach zweigt die Kreisstraße K 2312 ab, die nach Dörzbach-Meßbach und weiter nach Dörzbach selbst führt, mündungsnah in Altkrautheim die K 2316, die in Eberstal das benachbarte Sindelbachtal quert und südlich von Stachenhausen an die B 19 anschließt.

### LUBW
Amtliche Online-Gewässerkarte mit passendem Ausschnitt und den hier benutzten Layern: Lauf und Einzugsgebiet des Ginsbachs

Allgemeiner Einstieg ohne Voreinstellungen und Layer: Daten- und Kartendienst der Landesanstalt für Umwelt Baden-Württemberg (LUBW) (Hinweise)
1. 1 2 3 4  Höhe nach dem Höhenlinienbild auf dem Hintergrundlayer Topographische Karte.
2. 1 2  Länge nach dem Layer Gewässernetz (AWGN).
3. 1 2  Einzugsgebiet aufsummiert aus den Teileinzugsgebieten nach dem Layer Basiseinzugsgebiet (AWGN).
4. ↑  Seefläche nach dem Layer Stehende Gewässer.
5. ↑  Einzugsgebiet nach dem Layer Basiseinzugsgebiet (AWGN).
6. 1 2 3  Einzugsgebiet abgemessen auf dem Hintergrundlayer Topographische Karte.
7. ↑  Länge abgemessen auf dem Hintergrundlayer Topographische Karte.
8. ↑  Höhe nach grauer Beschriftung auf dem Hintergrundlayer Topographische Karte.

### Andere Belege
1. ↑  Abfluss-BW - Daten und Karten
2. ↑  Albrecht Greule: Deutsches Gewässernamenbuch. Walter de Gruyter, Berlin / Boston 2014, ISBN 978-3-11-057891-1, S. 196, „Günsbach“ (Auszug in der Google-Buchsuche).
3. ↑  Wolf-Dieter Sick: Geographische Landesaufnahme: Die naturräumlichen Einheiten auf Blatt 162 Rothenburg o. d. Tauber. Bundesanstalt für Landeskunde, Bad Godesberg 1962. → Online-Karte (PDF; 4,7 MB)
4. 1 2 3 4  Horst Brunner: Blatt 6624 Mulfingen der Geologischen Karte von Baden-Württemberg, Erläuterungen. Freiburg im Breisgau 1999, Beilage 4.
5. ↑  Geotopbeschreibung Versickerungsstellen des Meßbachs ca. 700 m W von Meßbach beim Landesamt für Geologie, Rohstoffe und Bergbau (PDF; 334 kB).